# Point (Cornelius)
Point è il quarto album del musicista, cantante, compositore e DJ giapponese Cornelius. L'album colpisce soprattutto per l'incisione di suoni naturali come lo scorrer dell'acqua o il cinguettare degli uccelli; i suoni sono poi disassemblati e ricomposti in modi inusuali ed originali.

## Tracce
1. Bug (Electric Last Minute) - 0:38
2. Point of View Point - 3:54
3. Smoke - 5:48
4. Drop - 4:53
5. Another View Point - 5:35
6. Tone Twilight Zone - 3:39
7. Bird Watching At Inter Forest - 4:22
8. I Hate Hate - 1:43
9. Brazil - 3:27
10. Fly - 5:40
11. Nowhere- 5:48

## Singoli
- Point of View Point
- Drop